# Milan Vunjak
Milan Vunjak (* 30. Januar 1971) ist ein aus Jugoslawien stammender Handballtrainer und ehemaliger Handballspieler.

## Karriere

### Als Spieler
Vunjak begann in seiner Jugend in Zavidovići Handball zu spielen. Bereits in Nachwuchs wechselte der Rechtshänder zu Željezničar Sarajevo für welche er auch in der ersten Mannschaft auflief. Später stand ein Wechsel zu Roter Stern Belgrad im Raum der aber aufgrund der Ablöse nicht zustande kam. Vunjaks nächste Verpflichtung brachte ihn zu RK Ajdovščina nach Slowenien. Danach folgte ein Wechsel zu HIT Innsbruck. Mit dem Team nahm er 2000/01 am EHF Pokal und  2002/03 am Europapokal der Pokalsieger teil. Seine nächsten Stationen waren die italienische Teams Prata di Pordenone und SSV Bozen Handball.

### Als Trainer
2016/17 wurde Vunjak vom HC Bruck als Trainer verpflichtet. Zwischen 2017/18 und 2019/20 war er für die erste Mannschaft der HSG Bärnbach/Köflach verantwortlich. Seit 2020/21 steht der Slowene beim HC Linz AG unter Vertrag. 2023/24 führte er das Team zum österreichischen Meistertitel.